# Roberto Mamani Mamani
Roberto Mamani Mamani (født Roberto Aguilar Quisbert den 6. december 1962 i Cochabamba, Bolivia) er en kunstner fra Bolivia af aymara-etnicitet. Hans arbejder er signifikante i brugen af symboler og traditioner fra aymaraernes kultur. Han har udstillet sine værker over hele verden, herunder ved udstillinger i Washington, D.C., Tokyo, Munich, and London. Manini Manini arbejder med maleri, tegning, skulptur og fotografi.
Mamani Mamanis kunst er inspireret af aymarakulturen og anvender billeder af Amerikas oprindelige folk, kondorer, sole og måner. Han anvender kraftige farver som også anvendes i de traditionelle klæder og tæpper, der er vidt udbredte blandt de oprindelige folk på Bolivias Altiplano. Han regnes blandt de mest indflydelsesrige nulevende bolivianske kunstnere.

## Eksterne links
- Officiel website
- Officiel blog
- Omtale på Indian Country Today Arkiveret 2. april 2015 hos  Wayback Machine
- Biografi på promo-arte Arkiveret 2. april 2015 hos  Wayback Machine